# شریدان تانگ
شریدان تانگ (انگلیسی: Sheridan Tongue؛ زادهٔ ۱۹۶۰ میلادی) آهنگساز و  موسیقی‌دان اهل بریتانیا است.
از فیلم‌ها یا مجموعه‌های تلویزیونی که وی در آن‌ها نقش داشته‌است، می‌توان به سربازرس بنکس، شاهد خاموش، مأموران مخفی و شگفتی‌های جهان اشاره نمود.
وی بابت موسیقی مأموران مخفی برندهٔ جایزهٔ بفتا شد.